# Бер-Веллі (округ Алпайн, Каліфорнія)
Бер-Веллі (англ. Bear Valley) — переписна місцевість (CDP) в США, в окрузі Алпайн штату Каліфорнія. Населення — 128 осіб (2020).

## Географія
Бер-Веллі розташований за координатами 38°28′20″ пн. ш. 120°3′7″ зх. д. / 38.47222° пн. ш. 120.05194° зх. д. (38.472317, -120.051843).  За даними Бюро перепису населення США в 2010 році переписна місцевість мала площу 13,41 км², з яких 13,35 км² — суходіл та 0,06 км² — водойми.

## Демографія
Згідно з переписом 2010 року, у селищі мешкала 121 особа в 67 домогосподарствах у складі 27 родин. Густота населення становила 9 осіб/км².  Було 531 помешкання (40/км²).
Расовий склад населення:
| - 98,3 % — білих - 0,8 % — азіатів |

До двох чи більше рас належало 0,8 %. Частка іспаномовних становила 0,8 % від усіх жителів.
За віковим діапазоном населення розподілялося таким чином: 14,9 % — особи молодші 18 років, 71,1 % — особи у віці 18—64 років, 14,0 % — особи у віці 65 років та старші. Медіана віку мешканця становила 48,8 року. На 100 осіб жіночої статі у селищі припадало 124,1 чоловіків;  на 100 жінок у віці від 18 років та старших — 139,5 чоловіків також старших 18 років.
Цивільне працевлаштоване населення становило 19 осіб. Основні галузі зайнятості: мистецтво, розваги та відпочинок — 52,6 %, фінанси, страхування та нерухомість — 26,3 %, науковці, спеціалісти, менеджери — 21,1 %.